# Mario Burke
Mario Omar Burke (* 18. März 1997 in Bridgetown) ist ein barbadischer Leichtathlet, der sich auf die Kurzsprintstrecken spezialisiert hat.

## Leben
Mario Burke stammt aus Bridgetown. Er begann als Sechsjähriger mit der Leichtathletik Während seiner Zeit auf der High School, dem Harrison College, stellte er mehrere Schulrekorde für sein Heimatland auf. Zudem betrieb er damals auch die Sportarten Cricket und Feldhockey. 2016 nahm er ein Studium an der University of Houston in den USA auf und trat ab jenem Zeitpunkt für deren Sportteam, die Houston Cougars, an. Er wird von Alwyn Babb, Will Blackburn und Carl Lewis trainiert.

## Sportliche Laufbahn
Burke sammelte 2012 erste internationale Erfahrung in Wettkämpfen über die Kurzsprintstrecken. Als barbadischer Vizemeister reiste er El Salvador zu den U18-meisterschaften Zentralamerikas, bei denen er im 100-Meter-Lauf den siebten Platz belegte. Über 200 Meter kam er über den Vorlauf nicht hinaus. 2013 nahm er an den U18-Weltmeisterschaften in Donezk teil. Über 100 Meter zog er dabei in das Finale ein, das er mit einer Zeit von 10,51 s als Fünfter beendete. Er war auch für die 200 Meter disqualifiziert, ohne im Vorlauf dieser, nur ein Tag nach dem Finale der 100 Meter, an den Start gehen zu können. Im April 2015 verbesserte sich Burke über 100 Meter auf eine Zeit von 10,21 s. Anfang Mai nahm er als Teil der 4-mal-100-Meter-Staffel an den IAAF World Relays auf den Bahamas teil. Durch den fünften Platz des Vorlaufes, verpasste man den Einzug in das Finale. Im anschließend ausgetragenen B-Finale belegte man den zweiten Platz. Zum Ende der Saison verließ er die Heimat und nahm fortan in Texas das Training unter Blackburn und Lewis auf.
2016 gewann Burke die Bronzemedaille im 100-Meter-Lauf bei den Meisterschaften seines Heimatlandes. Im Juli trat er in zwei Disziplinen bei den U20-Weltmeisterschaften im polnischen Bydgoszcz an. Zunächst ging er über 100 Meter an den Start und zog in das Finale ein. Mit einer Zeit von 10,26 s gewann er schließlich die Bronzemedaille. Anschließend verzichtete er auf einen Start bei den 200 Metern und bestritt stattdessen zwei Tage nach seinem Medaillengewinn den Vorlauf der 4-mal-100-Meter-Staffeln, bei denen das barbadische Team den Sprung in die nächste Runde verpasste. 2017 trat Burke als Teil der Staffel zum zweiten Mal bei den IAAF World Relays auf den Bahamas an, bei denen man die Silbermedaille gewinnen konnte. Anfang Juni gewann er, ebenfalls mit der Staffel, die Goldmedaille bei den von National Collegiate Athletic Association ausgetragenen Meisterschaften der Nordamerikanischen Universitäten. Ende Juni siegte er mit Bestzeit von 10,17 s erstmals bei den Meisterschaften seines Heimatlandes. Über 200 Meter gewann er, ebenfalls mit 20,60 s in Bestzeit, die Bronzemedaille. Aufgrund seiner Saisonleistungen qualifizierte er sich für die Weltmeisterschaften, die Anfang August in London ausgetragen wurden. Über 100 Meter kam er nicht über eine Zeit von 10,42 s hinaus und schied damit nach den Vorläufen aus. Später ging er auch mit der Staffel an den Start, wobei man ebenfalls den Vorlauf nicht überstand. 2018 gewann Burke erneut mit der Staffel die Goldmedaille bei den Collegemeisterschaften. Im Juli nahm er in Kolumbien an den Zentralamerika- und Karibikspielen teil. Dabei stellte er im Halbfinale der 100 Meter mit 10,03 s eine neue Bestzeit auf. Im Finale verpasste er dann als Vierter die Medaillenränge nur knapp. Anschließend gewann er allerdings mit der Staffel die Goldmedaille. Einen Monat später nahm er an den Nordamerikameisterschaften in Toronto teil. Während er über 200 Meter nach dem Halbfinale ausschied, konnte er mit der Staffel die Silbermedaille gewinnen.
2019 lief Burke Anfang März eine Zeit von 6,55 s über 60 Meter in der Halle und gewann damit die Silbermedaille bei den Collegemeisterschaften. Im Mai blieb er erstmals in einem Wettkampf unter der Marke von 10 Sekunden über 100 Meter, wobei seine 9,95 s aufgrund zu starken Rückenwindes nur inoffiziell gewertet wurden. Anfang Juni lief er dann in 9,98 s bei regulären Bedingungen persönliche Bestzeit. Ende des Monats siegte er zum zweiten Mal bei den Barbadischen Meisterschaften. Über 100 Meter ging er schließlich bei den Panamerikanischen Spielen in Lima an den Start, verpasste als Vierter seine Laufes allerdings den Sprung in das Halbfinale. Ende September nahm er in Doha zum zweiten Mal an Weltmeisterschaften teil, verpasste allerdings auch da den Einzug in das Halbfinale. Burke qualifizierte sich bereits 2020 für die Olympischen Sommerspiele in Tokio, die aufgrund der COVID-19-Pandemie um ein Jahr verschoben wurden. Sein sportliches Ziel ist es die Landesrekorde über 100 und 200 Meter seines Idols Obadele Thompson zu brechen. Ende Juli 2021 ging er schließlich bei den Olympischen Spielen in Tokio an den Start. Er war im siebten Vorlauf gesetzt, zerrte sich im Laufe des Rennens allerdings und war damit chancenlos auf den Einzug in das Halbfinale.
Im Frühjahr 2022 trat er bei den Hallenweltmeisterschaften in Belgrad an. Er erreichte das Halbfinale des 60-Meter-Laufs. Dort trat er im ersten der insgesamt drei Läufe an, verpasste als Sechster allerdings den Einzug in das Finale.

## Wichtige Wettbewerbe
| Jahr                 | Veranstaltung                     | Ort                  | Platz                | Disziplin            | Zeit                 |
| Startet für Barbados | Startet für Barbados              | Startet für Barbados | Startet für Barbados | Startet für Barbados | Startet für Barbados |
| -------------------- | --------------------------------- | -------------------- | -------------------- | -------------------- | -------------------- |
| 2012                 | U18-Zentralamerikameisterschaften | San Salvador         | 7.                   | 100 m                | 10,87 s              |
| 2013                 | U18-Weltmeisterschaften           | Donezk               | 5.                   | 100 m                | 10,51 s              |
| 2015                 | IAAF World Relays                 | Nassau               | 2. (B-Finale)        | 4 × 100 m            | 38,70 s              |
| 2016                 | U20-Weltmeisterschaften           | Bydgoszcz            | 3.                   | 100 m                | 10,26 s              |
| 2016                 | U20-Weltmeisterschaften           | Bydgoszcz            | 10.                  | 4 × 100 m            | 40,14 s              |
| 2017                 | IAAF World Relays                 | Nassau               | 2.                   | 4 × 100 m            | 39,18 s              |
| 2017                 | Weltmeisterschaften               | London               | 38.                  | 100 m                | 10,42 s              |
| 2017                 | Weltmeisterschaften               | London               | 14.                  | 4 × 100 m            | 39,19 s              |
| 2018                 | Zentralamerika- und Karibikspiele | Barranquilla         | 4.                   | 100 m                | 10,17 s              |
| 2018                 | Zentralamerika- und Karibikspiele | Barranquilla         | 1.                   | 4 × 100 m            | 38,41 2              |
| 2018                 | Nordamerikameisterschaften        | Toronto              | 2.                   | 4 × 100 m            | 38,69 s              |
| 2019                 | Panamerikanische Spiele           | Lima                 | 14.                  | 100 m                | 10,46 s              |
| 2019                 | Weltmeisterschaften               | Doha                 | 31.                  | 100 m                | 10,31 s              |
| 2021                 | Olympische Sommerspiele           | Tokio                | 59.                  | 100 m                | 15,81 s              |
| 2022                 | Hallenweltmeisterschaften         | Belgrad              | 16.                  | 60 m                 | 6,67                 |

## Persönliche Bestleistungen
Freiluft
- 100 m: 9,98 s, 5. Juni 2019, Austin
- 200 m: 20,08 s, 5. Juni 2019, Austin

Halle
- 60 m: 6,55 s, 9. März 2019, Birmingham
- 200 m: 21,05 s, 23. Februar 2019, Birmingham